# José Montagnoli
José Ismael Montagnoli (Magdalena, 30 agosto 1926 – Parigi, 19 aprile 1994) è stato un calciatore argentino, di ruolo centrocampista o attaccante.

## Biografia
È il padre di Dougall José Montagnoli, che negli anni settanta fu calciatore professionista nel Gimnasia (LP) e nel Nizza.

## Carriera
Ha militato nelle massime divisioni di Argentina, Brasile, Francia e Italia, dove ha disputato con la SPAL 11 incontri, con una rete nella vittoria interna sul Novara, nella stagione 1954-1955.